# Fitis

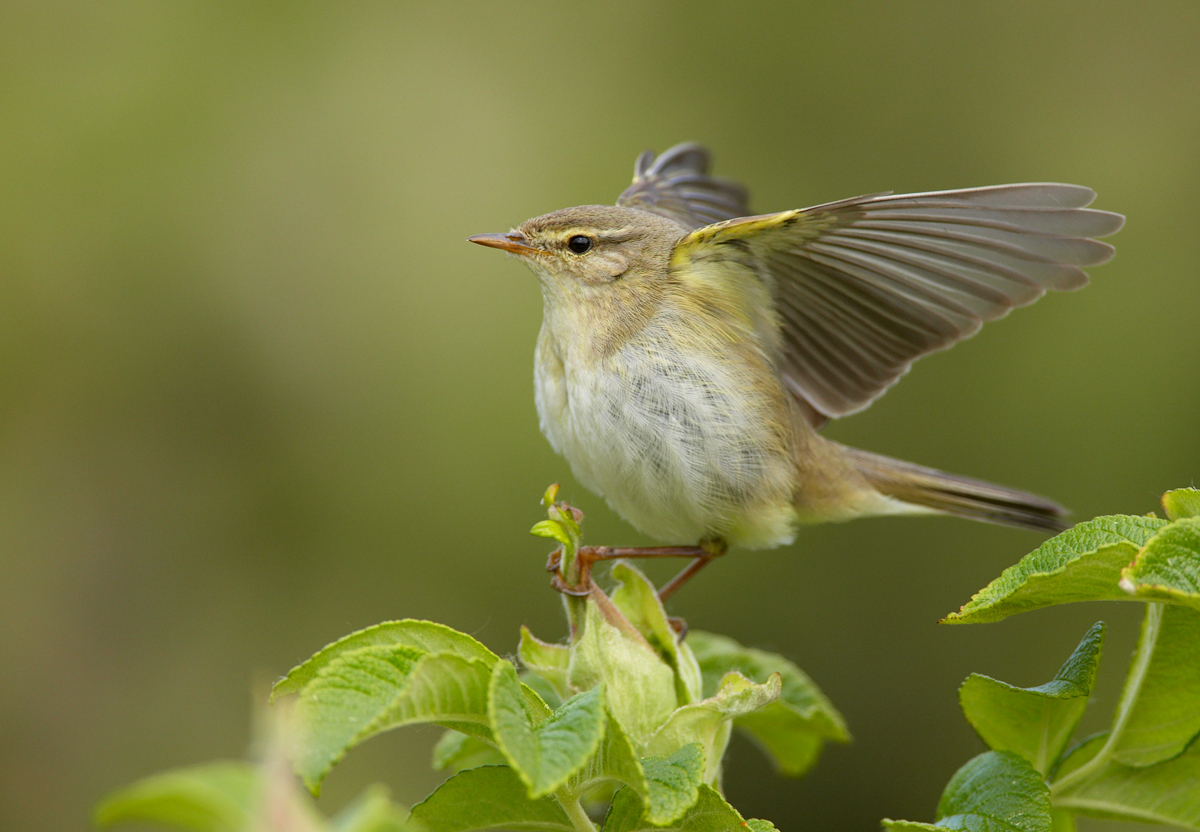
Ein Fitis sitzt mit ausgebreiteten Flügeln auf einem Ast

Der Fitis (Phylloscopus trochilus), auch Fitislaubsänger genannt, ist ein Singvogel aus der Gattung der Laubsänger (Phylloscopus) und der Familie der Laubsängerartigen (Phylloscopidae). Es werden mehrere Unterarten unterschieden. Die Nominatform Phylloscopus trochilus trochilus ist in Mitteleuropa ein verbreiteter und sehr häufiger Brut- und Sommervogel.
Der Fitis und seine Schwesterart Zilpzalp sind ein bekanntes Evolutionsmodell der Artbildung durch Aufspaltung einer Spezies. Die ursprüngliche Art wird dadurch zur Gattung (hier Phylloscopus).

## Beschreibung
Der Fitis ist etwa elf bis dreizehn Zentimeter lang und hat eine Flügelspannweite von 17 bis 22 Zentimetern. Das Gewicht beträgt etwa acht bis elf Gramm. Er ist im Aussehen nur schwer vom Zilpzalp (Phylloscopus collybita) zu unterscheiden. Die Oberseite ist grün bis olivbraun, seine Unterseite gelblichweiß gefärbt. Der kleine Vogel hat eine gelbliche Kehle, Brust und Überaugenstreif.
Männchen und Weibchen haben die gleiche Färbung.
Ein Fitis kann bis zwölf Jahre alt werden.

### Abgrenzung zum Zilpzalp

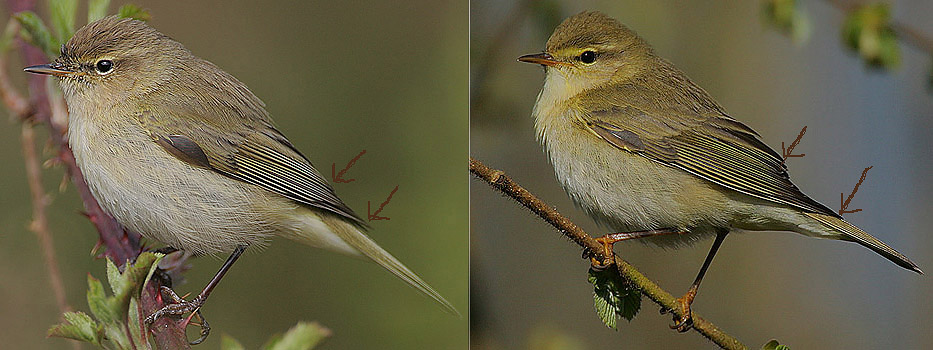
Vergleich Zilpzalp und Fitis.

In Mitteleuropa ist der Fitis leicht mit dem sehr ähnlichen und ebenfalls häufigen Zilpzalp zu verwechseln; es sind Zwillingsarten. Der Fitis ist etwas schlanker und langflügeliger als der Zilpzalp. Die Beine des Fitis sind meist deutlich heller, der Überaugenstreif ist vor allem hinter dem Auge länger und deutlicher ausgeprägt. Die Handschwingenprojektion, das heißt der Überstand der Handschwingen über die Schirmfedern, ist beim Fitis wesentlich größer. Weiterhin hat beim Zilpzalp die fünfte Handschwinge von innen eine Verengung an der Außenfahne, die dort beim Fitis fehlt. Dieses sichere Unterscheidungsmerkmal ist jedoch nur erkennbar, wenn man die Tiere in der Hand hält.
Anhand des Gesangs ist die Unterscheidung hingegen unproblematisch, denn dieser ist bei den beiden Arten sehr unterschiedlich. Der Fitis singt in etwas schwermütig abfallenden Melodien, wohingegen der Zilpzalp leicht an seinem zweisilbigen Zilp-Zalp-Gesang zu erkennen ist. Der Ruf ist beim Fitis deutlich zweisilbig („hu-it“) und in der Tonhöhe steigend und beim Zilpzalp kurz und hart („huit“).

## Lebensraum

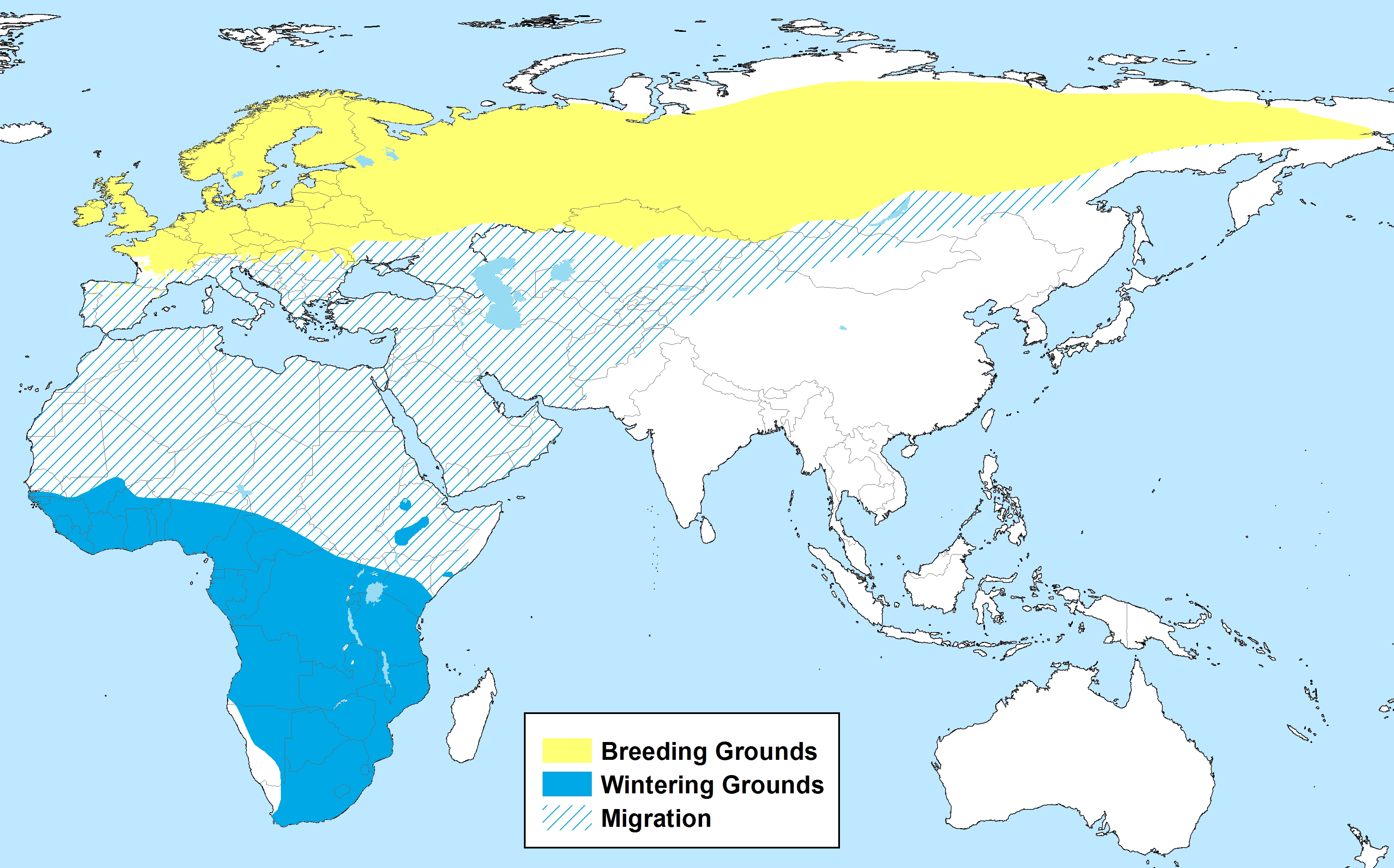
Verbreitungskarte
Brutgebiete
Überwinterungsgebiete
Migrationsgebiete

In fast ganz Mittel- und Nordeuropa ist der Langstreckenzieher von April bis September anwesend. Sein Winterquartier hat er südlich der Sahara in Afrika. Er legt damit eine Zugstrecke zwischen 6.000 und 13.000 Kilometer zurück. Abreisezeit und Zugrichtung sind ihm angeboren. Der Fitis lebt in lichten Laub- und Mischwäldern, Parks, Feuchtgebieten, Gebüschlandschaften und Gärten.

## Ernährung
Der Fitis ernährt sich von Spinnen, Weichtieren, Beeren, Früchten, Insekten und deren Larven.

## Stimme
Der Gesang des Fitis erinnert an den des Buchfinks, ist aber sehr viel weicher und gesäuselter.

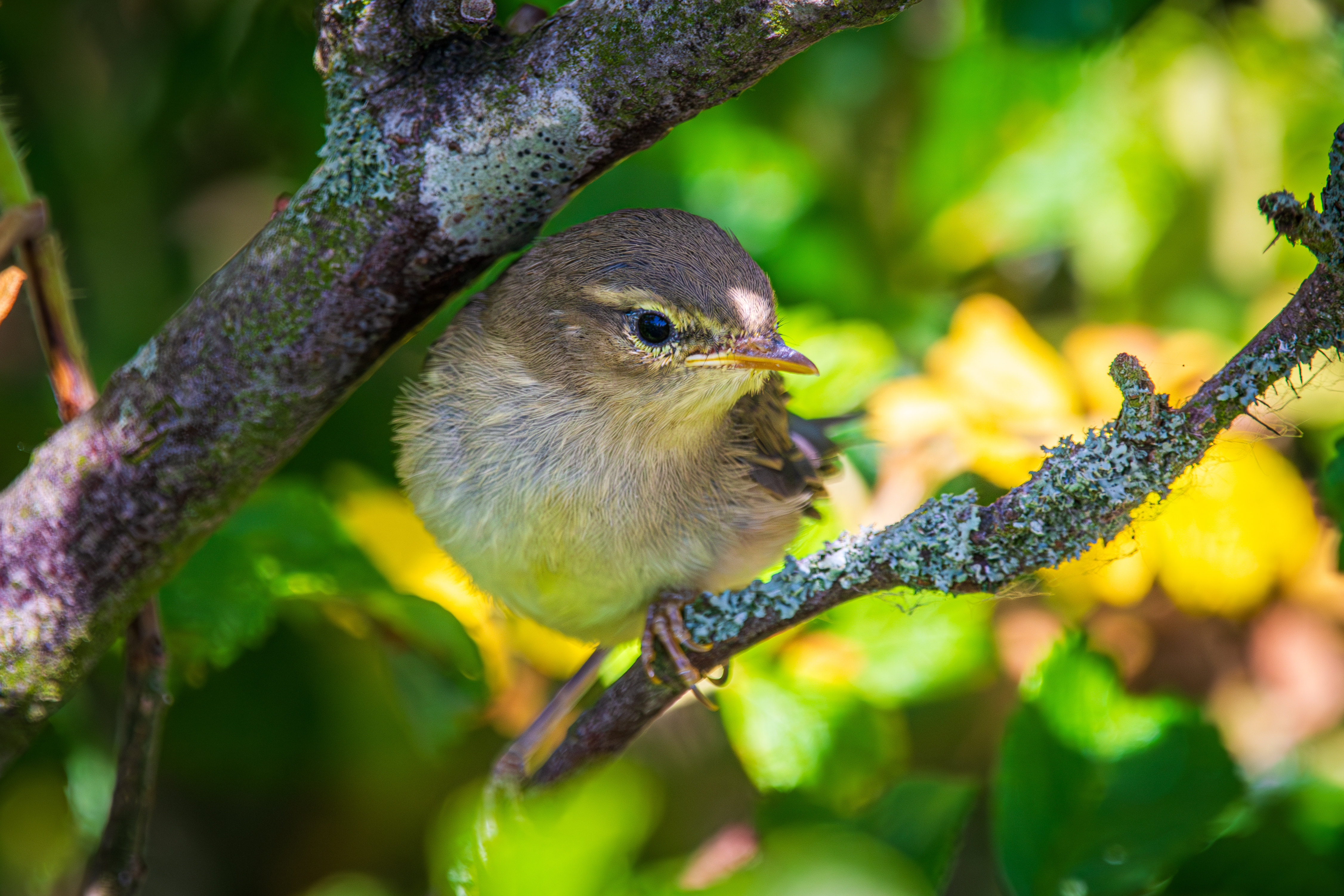
Gerade flügge gewordener Jungvogel

## Fortpflanzung

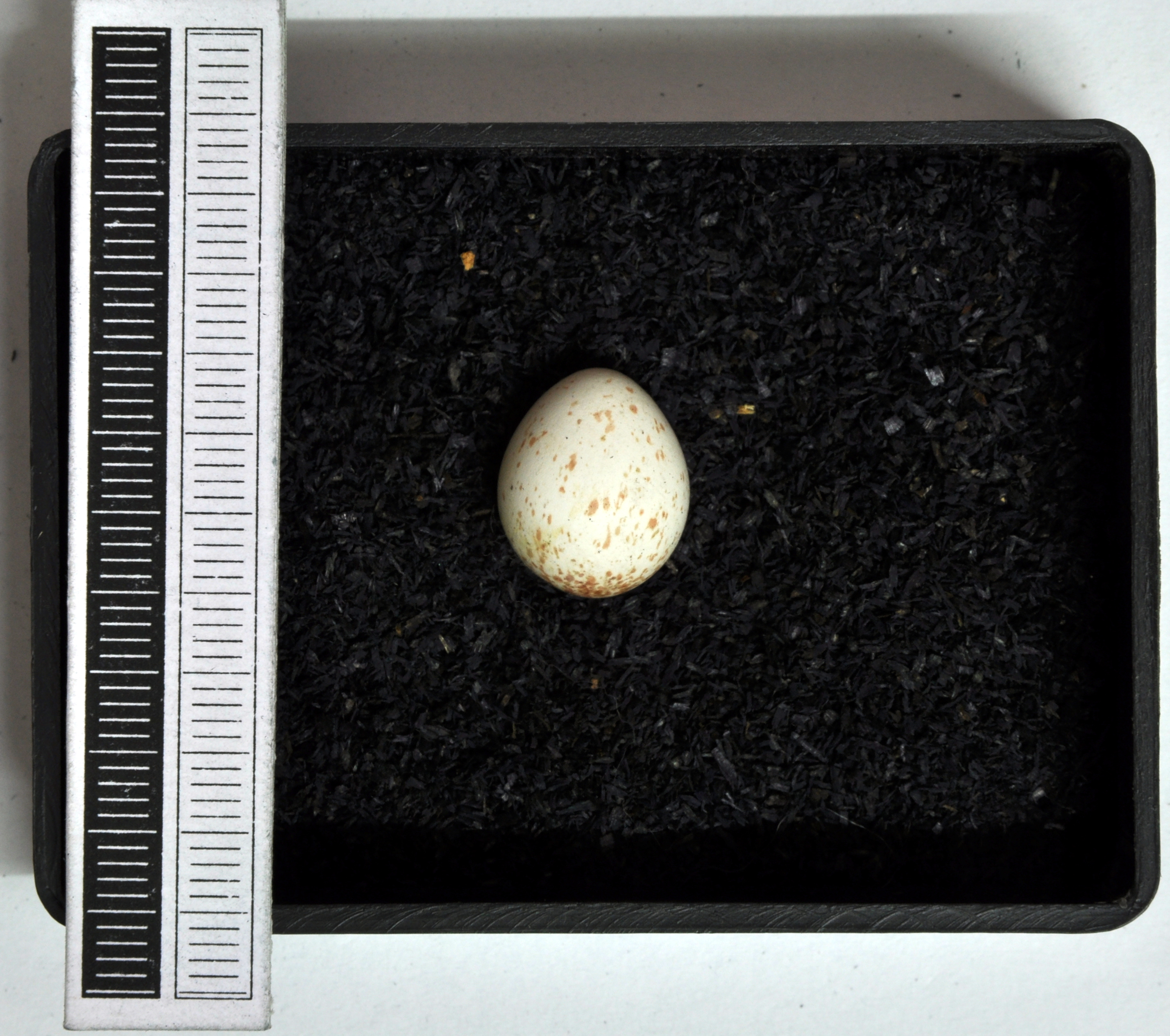
Ei (Sammlung Museum Wiesbaden)

Die Geschlechtsreife tritt nach einem Jahr ein. Die Hauptbrutzeit ist Mai bis Juli. Das aus Moos und Gras erbaute Nest des Bodenbrüters, das eine Überdachung mit einem seitlichen Eingang hat, ist gut im dichten Gebüsch oder Gras versteckt. Das Weibchen legt vier bis sieben Eier. Die Eier werden 12 bis 14 Tage lang gewärmt. Die Jungvögel bleiben 13 bis 14 Tage im Nest. In südlichen Gegenden kommt es häufig zu einer zweiten Brut.

## Bestand
Der europäische Bestand wird auf 40 Millionen Brutpaare, der Bestand in Deutschland auf 1,8 bis 2,4 Millionen Paare geschätzt. Die Art steht damit im Jahr 2008 in der Liste der häufigen Brutvogelarten an 14. Stelle. In Abhängigkeit von Klimabedingungen und Habitatveränderungen kommt es lokal und regional zu deutlichen kurzfristigen Bestandsschwankungen von bis zu fünfzig Prozent. Durch die hohe Nachwuchsrate dieser Art wird die Population in der Regel rasch wieder aufgebaut.
Seit dem 19. Jahrhundert hat es teilweise Arealexpansionen in Nordeuropa gegeben. Diese sind sowohl klimabedingt als durch eine Veränderung der Waldbewirtschaftung oder günstiger Habitatentwicklungen bedingt. So hat sich der Fitis zum Beispiel auf den friesischen Inseln angesiedelt, nachdem dort vermehrt Gehölze gepflanzt worden waren.

## Unterarten
Es sind folgende Unterarten bekannt:
- Phylloscopus trochilus trochilus (Linnaeus, 1758) kommt im südlichen Schweden sowie dem westlichen und zentralen Europa vor.
- Phylloscopus trochilus acredula (Linnaeus, 1758) ist in Skandinavien mit Ausnahme des südlichen Schweden über Osteuropa bis ins westliche Sibirien verbreitet.
- Phylloscopus trochilus yakutensis Ticehurst, 1935 kommt im zentralen und östlichen Sibirien vor.